# Mohamed Billel Rait
Mohamed Billel Rait, né le 17 mai 1986 à Boufarik en Algérie, est un footballeur algérien évoluant au poste d'ailier droit au RC Arbaâ.

## Biographie
Avec le club de l'ES Sétif, il remporte la Ligue des champions africaine en 2014. Il est ensuite retenu pour disputer la Coupe du monde des clubs 2014 organisée au Maroc, en tant que joueur remplaçant. Il participe de nouveau à la Ligue des champions africaine en 2015.

## Palmarès
- Champion d'Algérie en 2015 avec l'ES Sétif
- Vainqueur de la Ligue des champions africaine en 2014 avec l'ES Sétif